# Alan White (batteur de Yes)
Pour les articles homonymes, voir White et Alan White.
Ne doit pas être confondu avec Alan White (batteur d'Oasis).
Alan White, né le 14 juin 1949 à Pelton (en) (comté de Durham) au nord-est de Londres en Angleterre et mort le 26 mai 2022 à Seattle, est un batteur britannique.
Surtout connu comme batteur du groupe Yes, il a aussi joué du piano et des claviers. Il a entre autres collaboré avec John Lennon, George Harrison et Joe Cocker puis il a succédé à Bill Bruford au sein de Yes.

## Carrière
Alan White fait ses premiers pas en musique en se laissant séduire par le son du piano, son père était un pianiste lui-même : à six ans il commence donc à apprendre cet instrument qui le fascine, puis il se laisse gagner par l'amour du rock n' roll. À 12 ans, il reçoit une batterie en cadeau de son oncle qui est lui-même batteur. Il prend quelques cours pour avancer plus rapidement avec cet instrument mais il abandonne vite afin de développer son propre style.

### Premiers groupes
En 1962, Alan White commence à jouer en public dès l'âge de 13 ans avec The Downbeats : il fit d'ailleurs les manchettes de plusieurs journaux locaux à cause de son jeune âge. Ce groupe est formé de Jon Carter, Mary Harris et Christine Hodgson au chant, Simon Kennard à la guitare, Geoff Killick à la basse, Ricky North au piano, à l'orgue et à la guitare, Graham Sibley et Paul Wakeham à la guitare rythmique et Alan White et Ges Nicholls à la batterie. Ils se produisent surtout dans les clubs de jeunes ainsi que dans les salles de danse.
En 1965, avec les Blue Chips formés de Kenny Potts et Don Aston à la guitare, Dave Roberts à la basse, Rob Horsman à l'orgue, Dave Rayne au chant et bien sûr Alan à la batterie, ils publient trois singles avant de se séparer. Puis en 1966, il joue avec le groupe accompagnateur de Billy Fury, The Gamblers. Ils tournent dans le circuit des bars et des clubs et publient un single Dr. Goldfoot (And His Bikini Machine)/It Seems So Long. En 1967, ils jouent à Cologne en Allemagne.
À la suite de cette première expérience à l'étranger, Alan White est recruté par l'ex-organiste du groupe The Animals, Alan Price, et rejoint ainsi son groupe The Alan Price Set qui publiera neuf singles et deux albums. Ce groupe est formé de Peter Kirtlry à la guitare, Rod « Boots » Slade à la basse, Clive Burrows au saxophone baryton, Steve Gregory au saxophone ténor, John Walters à la trompette, et Alan Price à l'orgue ainsi qu'Alan White à la batterie.
En 1968, il joue avec le groupe The Happy Magazine qui était formé d'Alan Marshall au chant, l'ex-Alan Price Set Peter Kirtley à la guitare, Kenny Craddock au piano et à l'orgue, Brian Rowan à la basse et Alan White à la batterie. Ils produisent deux singles, Satisfied Street/Do Right Woman - Do Right Man en 1968 et Who Belongs To You (Ooby Dooby Doo)/Dreamland en 1969 avant que Alan White ne quitte le groupe et soit remplacé par Malcolm Wolffe.
En 1969, Alan White intègre le groupe Griffin avec Graham Bell au chant, Colin Gibson à la basse et retrouve ses anciens partenaires Kenny Craddock aux claviers et Peter Kirtley à la guitare. Ils sortent un seul single I Am The Noise In Your Head / Don't You Know avant de se séparer.
De mars à septembre 1970, Alan White se joint au Ginger Baker's Airforce en tournée, mais il ne jouera sur aucun de leurs deux albums studio. Il y rencontre les ex-Traffic Steve Winwood, Chris Wood et Rebop Kwaku Baah, ainsi que l'ex-Moody Blues Denny Laine, il joue de la batterie ainsi que des claviers avec ce groupe.

### Joe Cocker, John Lennon, George Harrison
En 1971, Alan White joue sur le troisième album de Joe Cocker. Si ce disque porte le nom de son auteur en Angleterre, en Amérique toutefois, il s'intitule Something to Say et est publié en 1972.
Par la suite, Alan White reçoit un coup de fil de John Lennon, mais il a raccroche, croyant que ce n'est qu'une blague. John rappelle aussitôt et demande à Alan s'il est intéressé par un poste de batteur, pour un concert à Toronto le lendemain et que s'il accepte, il doit se rendre à l'aéroport de Londres pour prendre un avion nolisé, la répétition ayant lieu à bord. C'est ainsi que le nom d'Alan White se retrouvera associé à ceux de Lennon, Klaus Voormann et Eric Clapton aussi présents sur l'album Live Peace in Toronto 1969 de John Lennon/Plastic Ono Band. Il poursuit avec Lennon et joue sur le single Instant Karma! puis sur l'album Imagine, pour lequel il joue sur les chansons Jealous Guy, Gimme Some Truth, Oh My Love, How Do You Sleep?, How?, Oh Yoko et la pièce-titre. Puis en 1972, il joue sur deux chansons, Cold Turkey et Don't Worry Kyoko, de l'album Some Time in New York City, lors d'un concert bénéfice pour l'Unicef au Lyceum Ballroom de Londres enregistré le 15 décembre 1972. Avant de se retrouver à jouer avec George Harrison sur All Things Must Pass, aux côtés de Clapton, Ringo Starr, Peter Frampton et autres grands noms de l'époque.

### Yes
C'est alors qu'Alan White reçoit la visite de Jon Anderson et Chris Squire, qui lui proposent de remplacer Bill Bruford au sein de Yes : il se doit d'accepter sinon « ils étaient prêts à me jeter par la fenêtre », selon une blague douteuse de Squire. Et il n'a que trois jours pour apprendre à jouer les trois albums The Yes Album, Fragile et Close to the Edge, puisque le groupe a une tournée planifiée. Yessongs, l'album live triple double vinyle est donc le premier du groupe avec Alan. Le premier album de Yes avec Alan est donc le double Tales from Topographic Oceans, produit en Décembre 1973. Après la tournée Relayer, le groupe prend une pause pendant laquelle chacun des membres de Yes enregistre un album solo. Celui de White s'intitule Ramshackled. Jon Anderson et Steve Howe participent d'ailleurs à une chanson de cet album, Spring - Song of innocence. Sur cet album, Alan retrouve trois des musiciens avec qui il a joué au sein de trois groupes dans le passé, soit The Alan Price Set, The Happy Magazine et Griffin, à savoir Peter Kirtley à la guitare, Kenny Craddock aux claviers et Colin Gibson à la basse.
En 1981, Alan White et Chris Squire se retrouvent seuls membres restant de Yes, qui vient de s'écrouler après la tournée suivant l'album Drama : ils enregistrent alors en duo la chanson Run With the Fox/Return of the fox pour la fête de Noël. Après plusieurs essais infructueux pour former un autre groupe, dont certaines sessions avec Jimmy Page pour un projet ayant pour nom XYZ (pour eX-Yes-Zeppelin), ils avaient pensé un temps inclure Robert Plant, mais ce dernier, encore trop abattu par le décès récent de son ami le batteur John Bonham, décline l'offre et le projet n'aboutit pas. Par la suite, après la rencontre avec Trevor Rabin, le projet d'une nouvelle formation appelée Cinema est envisagé, avec entre autres Roger Hodgson au piano et au chant mais là encore ce projet ne verra jamais le jour puisque le retour de Jon Anderson dans la formation vient changer la donne : avec le retour de Tony Kaye aux claviers et la reprise du nom de Yes pour des raisons évidentes, l'album 90125 connait un grand succès et leur vaudra d'ailleurs leur seul numéro un aux États-Unis avec la chanson Owner of a Lonely Heart.
Puis le groupe produit l'album Big Generator et se scinde en deux formations distinctes, Yes basé aux États-Unis d'un côté et Anderson Bruford Wakeman Howe de l'autre, basé en Angleterre. Après que ces derniers aient publiés un album, le groupe se réunit à 8 musiciens et sort Union avant de partir en tournée, puis tout ce beau monde quitte le groupe pour des projets différents, et Yes sort Talk. Après le départ de Tony Kaye et de Trevor Rabin, Yes retrouve la formation dite classique et sort le double  Keys to Ascension.
En parallèle, Alan White forme le groupe éphémère White, avec Geoff Downes aux claviers, Karl Haug à la guitare et aux chœurs, Steve Boyce à la basse et aux chœurs et enfin Kevin Currie au chant. Il participe aussi au projet Circa avec Tony Kaye et Billy Sherwood. Puis en 2007 il joue sur l'album Armistice Day du groupe The Syn avec Chris Squire et Gerard Johnson. En 2011, il participe au projet Levin/Torn/White avec Tony Levin et David Torn, qui publie son unique album cette même année.

### Intervention chirurgicale au dos et décès
En juillet 2016, Alan White doit se retirer de Yes pour subir une importante intervention chirurgicale au dos, après avoir ressenti de profondes douleurs à la suite d'une vertèbre endommagée dans le bas de la colonne : il sera remplacé par Jay Schellen ex-batteur de World Trade, Conspiracy, Asia et Peter Banks. Il s'en remet et effectue un retour avec Yes, mais s'il joue toujours en tournée, il doit toutefois céder sa place vers la moitié du concert à Jay Shellen, afin de ménager son dos qui reste encore très fragile.
Alan White meurt le 26 mai 2022 à Seattle des suites d'une brève maladie,. Il est incinéré.

### Récompense
En avril 2017, Yes est introduit au Rock and Roll Hall of Fame : Alan White est récompensé en même temps que d'autres membres ou anciens membres du groupe, et joue avec eux sur deux titres : Roundabout et Owner of a lonely heart.

## Alan White et le piano
En plus de la batterie, Alan White joue aussi du piano sur un album de Yes, Magnification en 2001. D'ailleurs il a toujours un ou deux claviers intégrés à son lot d'instruments sur scène : un piano électrique et un Minimoog. Rappelons qu'il a d'abord commencé par prendre des cours de piano à son jeune âge avant de bifurquer vers la batterie. Il joue aussi du piano sur une chanson du premier album du groupe Conspiracy avec Chris Squire et Billy Sherwood publié en 2000.

## Discographie
Cette discographie complète a été compilée après de minutieuses recherches sur le site officiel du musicien ainsi que sur le site Discogs dont l'adresse apparaît dans la section Sources.

### Solo
- 1975 : Ramshackled - Avec Jon Anderson et Steve Howe sur Spring-Song of innocence. Lorsqu'est venu le temps de réunir des musiciens pour ce disque, Alan a fait quelques recherches et a retrouvé de vieux amis avec lesquels il a joué dans le passé et qui l'ont ainsi aidés pour cet album.

### Chris Squire

#### Single
- 1981 : Run with the Fox/Return of the Fox avec Chris Squire
  - Face A : Chris Squire basse et chant, Alan White piano, claviers, batterie, chœurs, Les garçons de la Cathédrale St Paul chœurs, Barry Rose direction des chœurs et Andrew Pryce Jackman, orchestrations.
  - Face B : Chris Squire basse, Alan White batterie, Dave Lawson claviers et chœurs, Nikki Squire chœurs.

## Comme membre d'un groupe

### The Blue Chips

#### Singles
- 1965 : I'm on the Right Side/You're good to me
- 1966 : Tell her/Good lovin' never hurts
- 1966 : Some Kind of Loving/I know a boy

### The Gamblers

#### Single
- 1966 : Dr. Goldfoot (And His Bikini Machine)/It Seems So Long.

### Alan Price

#### Singles
- 1967 : The Amazing Alan Price (EP)
- 1967 : Simon Smith and His Dancing Bear/Tickle Me
- 1967 : The House That Jack Built/Who Cares
- 1967 : Come and Dance with Me
- 1967 : Shame/Don't Do That Again
- 1968 : Don't Stop the Carnival/The Time Has Come
- 1968 : When I was a Cowboy/Tappy Turquoise
- 1968 : Love Story/No One Ever Hurt So Bad/My Old Kentucky Home/	To Ramona
- 1968 : Falling in Love Again

#### Albums
- 1967 : A Price on His Head
- 1968 : This Price is Right

### Paul William's Set

#### Single
- 1968 : My Sly Sadie/Stop The Wedding.

#### Album
- 1971 : In Memory Of Robert Johnson R.I.P. - Album enregistré en 1968.

### The Happy Magazine

#### Singles
- 1968 : Satisfied Street/Do Right Woman - Do Right Man
- 1969 : Who Belongs To You (Ooby Dooby Doo)/Beautiful Land

### Griffin

#### Single
- 1969 : I Am The Noise In Your Head / Don't You Know

### John Lennon/Plastic Ono Band

#### Singles
- 1970 : Instant Karma/Who Has Seen The Wind?
- 1971 : Imagine/It's So Hard

#### Albums
- 1969 : John Lennon & The Plastic Ono Band : Live Peace in Toronto 1969
- 1971 : John Lennon : Imagine - Alan White joue sur Imagine, Jealous Guy, Gimme Some Truth, Oh My Love, How Do You Sleep & Oh Yoko - Avec George Harrison, Klaus Voormann, Joey Molland, Tom Evans, etc.
- 1972 : John Lennon & Yoko Ono : Sometime in New-York City - Sur Cold Turkey et Don't worry Kyoko, enregistrées lors du concert donné pour l'Unicef le 15 décembre 1969 à Londres.
- 1975 : John Lennon : Shaved Fish - Compilation - Alan White sur Imagine et Instant Karma.
- 1989 : John Lennon And The Plastic Ono Band : Live Rock & Roll Revival, Toronto - Avec Yoko Ono, Eric Clapton, Klaus Voormann : - Réédition.

### Joe Cocker
- Joe Cocker (1972)
- Joe Cocker's Greatest Hits (1977) - Compilation.

### Yes
| - Tales from Topographic Oceans (1973) - Relayer (1974) - Going for the One (1977) - Tormato (1978) - Drama (1980) - 90125 (1983) - Big Generator (1987) - Union (1991) - Talk (1994) - Keys to Ascension (1996) - Moitié live moitié studio - Keys to Ascension 2 (1997) - Idem - Open Your Eyes (1997) - The Ladder (1999) - Magnification (2001) - Joue du piano en plus de la batterie - Fly from Here (2011) - Heaven & Earth (2014) - Fly from Here Return Trip (2018) - From a Page (2020) - The Quest (2021) | - Yessongs (1973) - Yesshows (1980) - 9012Live: The Solos (1985) - Keys to Ascension (1996) - Keys to Ascension 2 (1997) - House of Yes: Live from House of Blues (2000) - Symphonic Live (2002) - The Word is live (2005) - Live at Montreux 2003 (2007) - Union live (2011) - In the Present: Live From Lyon (2011) - Songs from Tsongas (2014) - Like It Is: Yes at the Bristol Hippodrome (2014) - Progeny: Seven Shows from Seventy-Two (2015) - Like It Is: Yes at the Mesa Arts Center (2015) - Topographic Drama Live Across America (2018) - Live 50 (2019) - The Royal Afair Tour (2020) - Union 30 Live (2021) - (coffret 26 CD + 4 DVD, période 1991-1992) |

### White
- White (2006)

### The Syn
- Armistice Day (2007)

### Circa
- Circa 2007 (2007)
- Circa : Live (CD et DVD) (2008)
- And So On & Overflow (2011) - Compilation
- Circa (bonus Live DVD) (2013)

### Levin/Torn/White
- Levin/Torn/White (2011)

### Collaborations
- 1969 : Johnny Almond Music Machine : Patent Pending
- 1969 : Johnny Almond : Solar Machine - Single
- 1970 : Sky : Don't Hold Back - Co-produit par Gary Wright et Jimmy Miller, le producteur des Rolling Stones
- 1970 : Doris Troy : Doris Troy - Apple Records (Avec George Harrison, Eric Clapton, Ringo Starr
- 1970 : Billy Preston ; Encouraging Words - (Avec George Harrison, Eric Clapton, Ringo Starr, Klaus Voormann, Jim Gordon)
- 1970 : Rosetta Hightower : Hightower
- 1970 : George Harrison : All Things Must Pass - Avec Eric Clapton, Ringo Starr, etc.
- 1970 : Gary Wright : Extraction - (Avec P.P. Arnold, George Harrison, Liza Strike, Klaus Voormann)
- 1971 : Bell & Arc ; Bell & Arc - Alan joue la batterie, le vibraphone et les percussions.
- 1971 : Denny Laine and Balls : Fight For My Country - Single
- 1971 : Brian Short : Anything for a Laugh
- 1971 : Radha Krsna Temple : Chant and Be Happy!: Indian Devotional Songs - George Harrison & The Radha Krishna Temple.
- 1971 : Jesse Edwin Davis : Jesse Davis
- 1972 : Donovan : Cosmic Wheels - Alan joue sur The music maker.
- 1972 : Gary Wright : Footprint - Avec Nanette Workman, P. P. Arnold, Klaus Voorman, Jim Keltner, George Harrison, etc.
- 1972 : Stefan Grossman : Hot Dogs - Alan joue sur 3 chansons.
- 1973 : Eddie Harris : E.H. in the U.K. - Avec Chris Squire et Tony Kaye, Jeff Beck, Boz Burrell, Steve Winwood, etc.
- 1973 : Claire Hamill : October - Alan joue sur 3 chansons.
- 1973 : Johnny Harris : All To Bring You Morning - (Avec Jon Anderson, Steve Howe, Colin Gibson, Peter Kirtley)
- 1973 : Paul Kossoff : Back Street Crawler - (Avec Paul Rodgers, Andy Fraser, Simon Kirke
- 1973 : Rick Wakeman : The Six Wives of Henry VIII - (Avec Bill Bruford, Chris Squire et Steve Howe)
- 1975 : Steve Howe : Beginnings - (Avec Bill Bruford et Patrick Moraz)
- 1977 : Rick Wakeman : Rick Wakeman's Criminal Record - (Avec Chris Squire)
- 1979 : Steve Howe : The Steve Howe Album - (Avec Bill Bruford et Patrick Moraz)
- 1979 : Gary Wright : Headin' Home - Alan joue sur trois chansons.
- 1980 : XYZ : Chris Squire avec Alan White, Dave Lawson et Jimmy Page pour le projet XYZ - Believe It, Telephone Secrets, Fortune Hunter (Démos)
- 1984 : Claire Hamill : Touchpaper - Alan joue sur Ultraviolet Light.
- 1986 : Wetton/Manzanera de John Wetton et Phil Manzanera - Avec Vic Emerson, Kevin Godley, etc.
- 1987 : Esquire : Esquire - Joue sur tout l'album.
- 1988 : Gary Wright : Who I Am : Alan joue sur deux chansons, Voices et Prey Of Your Love.
- 1989 : Trevor Rabin : Can't Look Away - Alan joue sur Cover up et Miss you now.
- 1991 : The Driver de Terry Reid - Alan joue sur cinq chansons.
- 1992 : Narita de Narita - Joue sur tout l'album de ce groupe hard rock danois.
- 1998 : Treason  de Treason - Alan joue sur Bus Stop Door.
- 2000 : Conspiracy de Conspiracy - Avec Chris Squire & Billy Sherwood - Joue sur 2 chansons, batterie et claviers.
- 2000 : Merkaba de Mekman - Joue sur Olorre Malle.
- 2002 : Pigs & Pyramids-An All Star Lineup Performing The Songs Of Pink Floyd - Artistes Variés
- 2005 : Back Against The Wall - Artistes Variés Avec Chris Squire & Billy Sherwood
- 2007 : From Here To Infinity - Artistes Variés Avec Tony Kaye, Steve Howe, Billy Sherwood & Rick Wakeman.
- 2007 : Chris Squire's Swiss Choir de Chris Squire - Inclut une réédition de Run with the Fox.
- 2008 : Led box, The Ultimate Led Zeppelin Tribute - Artistes Variés Avec Tony Kaye & Billy Sherwood, produit par Sherwood - Sur All my love, et aussi sur Dancin' Days avec Geoff Downes & John Wetton, Immigrant Song, Heartbraker, You Shook Me, et Black Dog avec Keith Emerson.
- 2009 : Abbey Road - A tribute to the Beatles - Artistes Variés Avec Tony Kaye et Geoff Downes.
- 2009 : The Many Faces of Pink Floyd - Artistes Variés - Alan joue sur Speak To Me/Breathe avec Adrian Belew, On The Run avec Larry Fast et Comfortably Numb avec Chris Squire.

### Sources
- The Gamblers : https://beyondandbeforeyes.blogspot.com/search/label/The%20Gamblers
- The Downbeats ; https://beyondandbeforeyes.blogspot.com/2009/11/alan-whites-first-public-performance.html
- The Happy Magazine : https://garagehangover.com/happy-magazine/
- John Lennon Imagine : https://www.discogs.com/John-Lennon-Imagine/release/382877
- Alan White Discographie : http://alanwhite.net/discography/
- Discographie : https://www.discogs.com/artist/288990-Alan-White
- The Many Faces Of Pink Floyd Artistes Variés : https://www.discogs.com/Various-The-Many-Faces-Of-Pink-Floyd/master/1001074
- Alan White a subi une intervention chirurgicale au dos : https://societyofrock.com/yes-alan-white-has-some-devastating-news-for-yes-fans-this-cant-be-happening/